# Соколова Ірина Леонідівна
Соколо́ва Іри́на Леоні́дівна — радянська, російська актриса театру і кіно. Заслужена артистка РРФСР (1974). Народна артистка РРФСР (1980). Лауреат державної театральної премії імені Станіславського (1982). Лауреат Санкт-Петербурзькоі вищої театральної премії «Золотий софіт» (1997). 

## Життєпис
Народилася 24 грудня 1940 р. в Мурманську. Закінчила Драматичну студію при Театрі юного глядача ім. Брянцева (1963). Працювала з режисерами доби Олександра Брянцева, серед котрих Вейсбрем Павло Карлович. Грала надзвичайно різні ролі у несхожих за жанрами виставах, серед котрих у казці «Два клена» та класичний «Гамлет». У виставі «Гамлет» грала роль, що входить до переліку найбажаніших жіночих театральних ролей — Офелію. Належала до провідних актрис доби Зіновія Корогодського.
Лише 1999 року разом із частиною тюзівської трупи та режисером Анатолієм Праудиним покинула ТЮГ імені Брянцева. За віком перейшла з ролей травесті та інженю на ролі дорослих. З 1999 р. — актриса театру «Зкспериментальная сцена». 
Дебютувала у кіно в українському фільмі «Бухта Олени» (1963). Зіграла в ряді фільмів Олександра Сокурова та Олексія Балабанова.
Знялась також на кіностудії Довженка в українських кінокартинах : «Заячий заповідник» (1973), «Мої люди» (1990, т/ф, 2с), «Повернення в Зурбаган» (1990, т/ф).

## Вистави в театрі
- «Два клена»
- « Тіммі, сучасник мамонтів (ТЮГ, 1981) »
- «Жила була дівчинка»
- «Веснні перевертиші»
- «Гамлет»
- «Кішка, що гуляла сама по собі»
- «Бонжур, мсьє Перро»
- «Старосвітські поміщики»
- «Крокодил»
- «Сізіф і камінь»

## Фільмографія
1. 1963 — Бухта Олени — Аня
2. 1971 — Дорога на Рюбецаль — епізод
3. 1973 — Заячий заповідник — головна роль
4. 1980 — Розжалуваний
5. 1983 — Пацани — мати Синіцина
6. 1983—1986 — Скорботна бездушність — Няня Гіннес (реж. О. Сокуров)
7. 1985 — Вина лейтенанта Некрасова — мати Олексія Табачникова
8. 1985 — Страховий агент
9. 1988 — Гнів батька
10. 1988 — Дні затемнення — сестра Малянова
11. 1990 — Захід (реж. О. Зельдович)
12. 1990 — Повернення в Зурбаган — Антоніна Семенівна, вчителька
13. 1990 — Мої люди
14. 1993 — Зроби мені боляче (Росія—Україна)
15. 1994 — Замок — Міцці (реж. О. Балабанов)
16. 1999 — У дзеркалі Венери (Марі)
17. 1999 — Молох‎ (в титрах — Леонід Сокол) — Йозеф Геббельс (реж. О. Сокуров)
18. 2000 — Щоденник його дружини — епізод (реж. О. Учитель)
19. 2001 — Кінець століття(інші мови) — Марина Миколаївна
20. 2001 — Телець — мати Леніна (реж. О. Сокуров)
21. 2002 — Війна — мати Івана (реж. О. Балабанов)
22. 2002 — Вулиці розбитих ліхтарів-4
23. 2003 — Жіночий роман
24. 2003 — Козеня в молоці
25. 2004 — Пірати Едельвейса/Edelweißpiraten (Німеччина—Люксембург—Нідерланди—Швейцарія)
26. 2005 — Вулиці розбитих ліхтарів-7
27. 2006 — Життя і смерть Льоньки Пантелєєва
28. 2007 — Сонька — Золота Ручка — Блювштейн-мати
29. 2007 — Місяць в зеніті — Лідія Корніївна Чуковська
30. 2009 — Вербна неділя — Наумівна, сусідка по камері Оксани;
31. 2009 — Веселуни
32. 2014 — Ленінград 46
33. 2015 — Під електричними хмарами (Росія—Україна—Польща)
34. 2016 — Слідчий Тихонов та ін.